# Parthenothrips dracaenae
Parthenothrips dracaenae är en insektsart som först beskrevs av Ernst Wilhelm Heeger 1854.  Parthenothrips dracaenae ingår i släktet Parthenothrips och familjen smaltripsar. Arten är reproducerande i Sverige. Inga underarter finns listade i Catalogue of Life.